# Чимальпопока

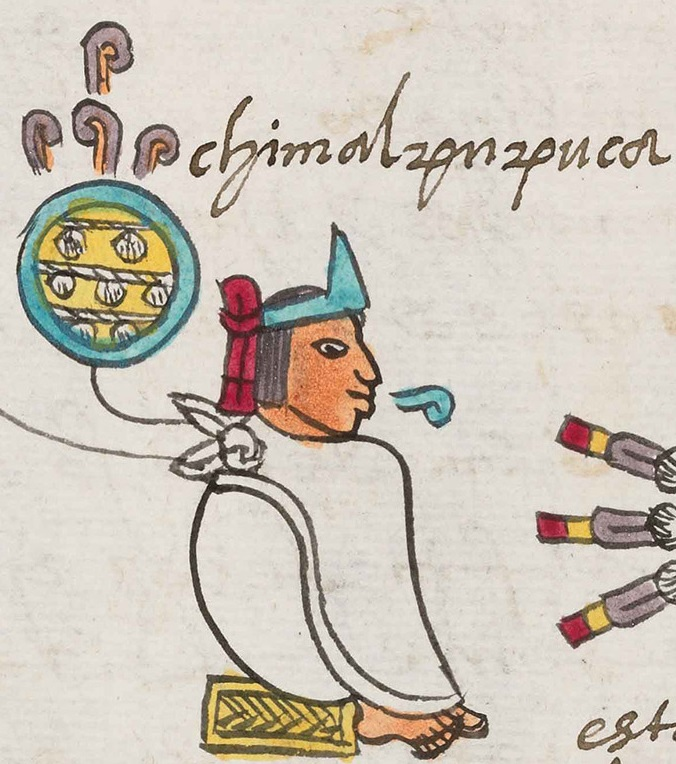
Чимальпопока

Чимальпопока (1397—1428) — 3-й тлатоані Теночтітлану з 1414 до 1428 року. Ім'я перекладається як «Паруючий щит».

## Життєпис
Син Віцилівітля. Новий володар продовжував політику свого попередника, спрямовану на підтримання союзник відносин з Тезозомоком, тлатоані Ацкапоцалько. У 1418 році Чимальпопока надав суттєву допомогу своєму сеньйору у боротьбі із державою Тескоко. Там на той час помер тлатоані Іштлільхочітль, а його сина Незауалькойтля Тезозомок снинув та захопив Тескоко. Крім цих бойових дій, Чимальпопока мав успіх у боротьбі з містами-державами Теквіксквіаком та Чалько.
У свою чергу Тезозомок у 1426 році допоміг володареві Теночтітлана збудувати великий аквідук (який планував ще Віцілівітль) від Чапультепека до Теночтітлана. Крім цього Чимальпопока здійснив значну роботу з благоустрою Теночтітлана (будував храми, дороги, зміцнював мости).
Протеспокійне життя Теночтітлану змінилося у 1427 році, коли помер Тезозомок. За владу над Ацкапотцалько почали його сини — Таяцін та Макстла. Першого підтримав Чимальпопоку. Проте у цій війні переміг Макстла. В результаті володаря Теночтітлану було схоплено, ув'язнено в Ацкапотцалько, а незабаром страчено разом із сином Шівітль-Темоком. Новим тлатоані Теночтітлану став Іцкоатль.